# Museo navale militare centrale
Il Museo navale militare centrale Pietro il Grande (in russo Центральный военно-морской музей имени императора Петра Великого, ЦВММ?, Centralʾnyj voenno-morskoj muzej imeni imperatora Petra Velikovo, CVMM) di San Pietroburgo, fondato nel 1709 per ordine dello zar Pietro il Grande (1682-1725), è uno dei più grandi del mondo e uno dei più antichi musei della Russia, ospitato fino a luglio 2013 nell'Antica Borsa di San Pietroburgo che sorge sulla Strelka dell'Isola Vasil'evskij. Dal 28 luglio 2013 la nuova sede centrale si trova in Ploshad' Truda, negli edifici che ospitavano delle caserme della Marina russa.

## Collezione
Nel museo sono esposti diversi tipi di reperti, per lo più relativi alla Marina Militare Russa, incluse navi (per lo più modellini e riproduzioni in scala), armi, documenti, progetti di navi e oggetti artistici, in particolare quadri con riproduzioni di navi, porti e battaglie. Sono visibili inoltre attrezzature tecniche, pezzi d'arredamento, bandiere, monete, ed altri oggetti.
Sono filiali del museo l'incrociatore Aurora, il sommergibile D-2 Narodovolets, la fortezza di Kronštadt, una postazione della Strada della Vita, utilizzata durante l'assedio di Leningrado e il Museo dello scrittore Valentin Pikul'.